# SDクラブ
『SDクラブ』（第1～7号）『SD CLUB』（第8号～）（エスディー・クラブ）は、バンダイより刊行されていたアンソロジーコミック集。1988～1991年までに計20巻が発行された。
当初はSDロボットキャラクター専門であったが、第8号から「モビルスーツコレクション 大河原邦男MS最新設定集（後のM-MSV）」の連載が開始されるなど宇宙世紀を舞台としたガンダムの記事やコミック、小説も掲載された。これらは単行本化されていない。M-MSV関連以外で該当する作品は「英雄伝説」「シークレットフォーミュラー」「機動戦士ガンダムF90」「ジャブロー愚連隊」。
第20号は最終巻と銘打たれていたわけではなく、第21号の予告も掲載されていたが、発売されることなく休刊となった。

## 掲載作品
- ガンダムトライアスロン 鉄人大レース（中原れい）第1号
- ガンダム戦隊 SD7（星野秀輝）第1号
- それいけ!ガンダムブラザーズ（うみのさとる）第1号
- ダブルゼータくんここにあり（こいでたく）第1,4～20号
- 逆襲のアムロ（岡崎武士）第1号
- SD 1P劇場（1峰たひろ 3幡池裕行 うしだゆうじ 岡崎武士 明貴美加）第1,3号
- ゲームまんが（F&Yスタジオ 荻戸成）第1～3号
- ガシャポン道士 SDキョンシーズ（中原れい）第2号
- セーフティドライバー νガンダム（佐山よしのり）第2号
- おれがマークⅡだ!（うみのさとる）第2～7号
- どっこいスパゾン隊（星野秀輝）第2～6号
- STAND BY ME（こたつねこ）第2号
- ガンダムクロス（武半慎吾）第2～7号
- 道士様繁盛記（蜂文太）第2号
- バンダイくんが行く!（峰たひろ）第2,4号
- 珍・桃太郎（中原れい）第3,4号
- SCRAMBLE!（八木たかし）第3号
- キョンシー始末人QPマヨネーズ（藤咲京也）第3～7号
- パトレイバー（本多将）第3,4号
- ガンダムクエストそして伝説へ～（稲城部ワタル）第3号
- キョンシーをつかまえて（ともながあきひろ）第3号
- Dメン’89（ともながあきひろ）第4号
- 狂戦士ダンバイン（荻戸成）第4,5号
- ガンダムロード（やまだたかひろ）第5～7号
- どきどき転校生（中原れい）第5号
- 俺は鈴木ガンダム（きむらひでふみ）第6,7号
- シャンカラ（空根ちゃらか）第6号
- SD機動部隊リークス（やぎたかし）第6,7号
- ザブングルシェリフ（ともながあきひろ）第7号
- ダンバイン異伝（空根ちゃらか）第7号
- からくり剣豪伝ムサシロード（穴久保幸作）第8～20号
- SDガンダム劇場（成井紀郎）第8～14,16号
- モビルスーツコレクション・ノベルズ（8望月正雄 9沢藤健 10-14境秀樹）第8～14号
- マメコップ（一丸正信）第8～20号
- タイムポリス（横山えいじ）第8,9号
- 英雄伝説（青木健太 松川健一）第8～12号
- 宝島（藤沢由満）第8～14号
- 鎧闘士トーテツ（田中成治）第9～14号
- 甲竜伝説ヴィルガスト（蜂文太）第10,16号
- 妖怪バスターぬえ（のなかみのる）第10,12号
- シェルドラド伝説（BIRTHDAY）第11号
- ワンダーブック（BIRTHDAY）第13～20号
- シークレットフォーミュラー（たけばしんご）第13～16,18,19号
- ガンダム妖魔烈伝（友杉達也）第13,15～20号
- 機動戦士ガンダムF90（神田正宏）第15,17～20号
- ブライガン（青木健太 松川健一）第15号
- 超ド級戦隊ギャラクシー5（新津秀夫）第16号
- 小さな戦争（坪内ゆうすけ）第16号
- ジャブロー愚連隊（渡辺広之）第17号（宇宙世紀）
- 宇宙刑事じゃいアント（成井紀郎）第17～20号
- SD4コマ劇場（松尾たかよし 新津秀夫 宮川総一郎 なかのたけし）第19号
- 戦国戦士駄武留是威多（がんべあ）第20号

## 連載記事
- SD大図鑑
- プラテククラブ
  - 第8号より開始。B-CLUBより下の年齢層を狙ったのか、作例のほとんどがBB戦士だった。後に「BB戦士の作り方」として単行本化。同書の巻末掲載のスタッフリストからすると、後のスタジオオルフェの創立メンバーも関わっていたものと思われる。
- モビルスーツコレクション 第8～14号
- SDMSコレクション 第15～16号

## SDコミックス
SDクラブに掲載された作品の単行本化するコミックレーベル。
- ダブルゼータくんここにあり (1巻のみ) / こいでたく (1991年) ※2巻目以降は未発行
- SDガンダム劇場 (全1巻) / 成井紀郎 (1991年)
- からくり剣豪伝ムサシロード (全2巻) / 穴久保幸作

## SD CLUB スペシャル
SDクラブから刊行されたムックシリーズ。
- ジ・アート・オブ・SDガンダム (1989/04/25)
- SD大図鑑 (1990/12/)
- からくり剣豪伝ムサシロード ガイドブック (1990/12/)
- BB戦士の作り方 (1991/05/)
- 他